# Mount Mull
Mount Mull är ett berg i Antarktis. Det ligger i Västantarktis. Argentina, Chile och Storbritannien gör anspråk på området. Toppen på Mount Mull är 783 meter över havet. Mount Mull ingår i Martín Fierro.
Terrängen runt Mount Mull är kuperad åt sydväst, men åt nordost är den platt. Trakten är obefolkad. Det finns inga samhällen i närheten.